# Istanbul Cup 2016
Istanbul Cup 2016, oficiálně se jménem sponzora TEB BNP Paribas İstanbul Cup 2016, byl tenisový turnaj pořádaný jako součást ženského okruhu WTA Tour, který se hrál na otevřených antukových dvorcích městského areálu. Konal se mezi 18. až 24. dubnem 2016 v turecké metropoli Istanbulu jako devátý ročník turnaje.
Turnaj s rozpočtem 250 000 dolarů patřil do kategorie WTA International Tournaments. Nejvýše nasazenou hráčkou ve dvouhře se stala světová čtyřiatřicítka Anna Karolína Schmiedlová ze Slovenska, kterou v prvním kole vyřadila řecká kvalifikantka Maria Sakkariová. Jako poslední přímá účastnice do dvouhry nastoupila 131. ukrajinská hráčka žebříčku a pozdější osmifinalistka Kateryna Kozlovová.
Termín turnaje byl oproti předchozímu ročníku přesunut z července na duben.
Historicky první Turkyní v semifinále i finále dvouhry okruhu WTA Tour se stala Çağla Büyükakçay, která soutěž vyhrála. Deblovou polovinu ovládl rumunsko-turecký pár Andreea Mituová a İpek Soyluová, jehož členky nemusely sehrát semifinále ani finále, když soupeřky před zápasy odstoupily z turnaje. Obě získaly premiérové trofeje na okruhu WTA Tour.

## Distribuce bodů a finančních odměn

### Distribuce bodů
| Soutěž  | vítězky | finalistky | semifinalistky | čtvrtfinalistky | 16 v kole | 32 v kole | Q  | Q3 | Q2 | Q1 |
| ------- | ------- | ---------- | -------------- | --------------- | --------- | --------- | -- | -- | -- | -- |
| dvouhra | 280     | 180        | 110            | 60              | 30        | 1         | 18 | 14 | 10 | 1  |
| čtyřhra | 280     | 180        | 110            | 60              | 1         | —         | —  | —  | —  | —  |

### Finanční odměny
| Soutěž                                | vítězky | finalistky | semifinalistky | čtvrtfinalistky | 16 v kole | 32 v kole | Q2     | Q1   |
| ------------------------------------- | ------- | ---------- | -------------- | --------------- | --------- | --------- | ------ | ---- |
| dvouhra                               | $43 000 | $21 400    | $11 500        | $6 175          | $3 400    | $2 100    | $1 020 | $600 |
| čtyřhra                               | $12 300 | $6 400     | $3 435         | $1 820          | $960      | —         | —      | —    |
| částky ve čtyřhře jsou uváděny na pár |         |            |                |                 |           |           |        |      |

## Ženská dvouhra

### Nasazení
| Stát                          | Hráčka                    | WTA | Nasazení |
| ----------------------------- | ------------------------- | --- | -------- |
| Slovensko                     | Anna Karolína Schmiedlová | 34. | 1.       |
| Belgie                        | Yanina Wickmayerová       | 42. | 2.       |
| Ukrajina                      | Lesja Curenková           | 43. | 3.       |
| Belgie                        | Kirsten Flipkensová       | 59. | 4.       |
| Černá Hora                    | Danka Kovinićová          | 61. | 5.       |
| Japonsko                      | Nao Hibinová              | 66. | 6.       |
| Ukrajina                      | Kateryna Bondarenková     | 67. | 7.       |
| Švédsko                       | Johanna Larssonová        | 69. | 8.       |
| Žebříček WTA k 11. dubnu 2016 |                           |     |          |

### Jiné formy účasti
Následující hráčky obdržely divokou kartu do hlavní soutěže:
- Ayla Aksuová
- İpek Soyluová
- Dajana Jastremská

Následující hráčky postoupily z kvalifikace:
- Sorana Cîrsteaová
- Réka-Luca Janiová
- Kristína Kučová
- Marina Melnikovová
- Maria Sakkariová
- Maryna Zanevská

### Odhlášení
před zahájením turnaje
Vzhledem k bezpečnostním rizikům v Istanbulu (viz bombové útoky) organizace WTA povolila tenistkám odhlášení bez udání důvodu, nebo start bez sankcionování na paralelně hraných turnajích okruhů WTA a ITF.
- Viktoria Azarenková → nahradila ji Alexandra Dulgheruová
- Petra Cetkovská → nahradila ji Çağla Büyükakçay
- Irina Falconiová → nahradila ji Stefanie Vögeleová
- Camila Giorgiová (start ve stuttgartské kvalifikaci) → nahradila ji Cvetana Pironkovová
- Lucie Hradecká → nahradila ji Donna Vekićová
- Julia Putincevová → nahradila ji Kateryna Kozlovová
- Laura Robsonová (start ve stuttgartské kvalifikaci) → nahradila ji Kurumi Naraová
- Jaroslava Švedovová → nahradila ji Anastasija Sevastovová
- Alison Van Uytvancková → nahradila ji Olga Govorcovová
- Heather Watsonová → nahradila ji Aljaksandra Sasnovičová
- Caroline Wozniacká (poranění hlezna)[6] → nahradila ji Andreea Mituová

## Ženská čtyřhra

### Nasazení
| Stát                                                                       | Hráčka                  | Stát       | Hráčka             | WTA  | Nasazení |
| -------------------------------------------------------------------------- | ----------------------- | ---------- | ------------------ | ---- | -------- |
| Ukrajina                                                                   | Kateryna Bondarenková   | Ukrajina   | Olga Savčuková     | 89.  | 1.       |
| Gruzie                                                                     | Oxana Kalašnikovová     | Švédsko    | Johanna Larssonová | 96.  | 2.       |
| Švýcarsko                                                                  | Xenia Knollová          | Černá Hora | Danka Kovinićová   | 201. | 3.       |
| Rusko                                                                      | Valentyna Ivakchněnková | Bělorusko  | Lidzija Marozavová | 219. | 4.       |
| Žebříček WTA k 11. dubnu 2016; číslo je součtem umístění obou členek páru. |                         |            |                    |      |          |

### Jiné formy účasti
Následující páry obdržely divokou kartu do hlavní soutěže:
- Ayla Aksuová /  Melis Sezerová
- Çağla Büyükakçay /  Anna Karolína Schmiedlová

### Odhlášení
před zahájením turnaje
- Anna Tatišviliová

## Přehled finále

### Ženská dvouhra
- Çağla Büyükakçay vs.  Danka Kovinićová, 3–6, 6–2, 6–3

### Ženská čtyřhra
- Andreea Mituová /  İpek Soyluová vs.  Xenia Knollová /  Danka Kovinićová, bez boje